# Clostera formosa
Clostera formosa är en fjärilsart som beskrevs av Sergius G. Kiriakoff 1962. Clostera formosa ingår i släktet Clostera och familjen tandspinnare. Inga underarter finns listade i Catalogue of Life.